# Amêndoa de alperce
A amêndoa do alperce, ou seja, o miolo do caroço do alperce (a semente) e, por vezes também do pêssego, chamada em italiano, armellina (normalmente usada no plural, “armelline”), é usada em culinária para substituir ou reforçar o sabor da amêndoa amarga, por exemplo, na confeção dos biscoitos amaretti. 
É também usado no fabrico dos  licores franceses “Noyau de Poissy” 